# Суб'єктність особистості (педагогічний аспект)
Суб'єктність особистості (англ. Agency of Personality, пол. Podmiotowość Osobowości) — здатність оптимально актуалізувати зовнішні (соціальні, просторово-часові, фізичні тощо) та внутрішні (психічні, особистісні, духовні) можливості, адекватно інтегрувати актуальну ситуацію з перспективою ефективного (продуктивного) життєвого самовтілення особистості.
Зміст цього поняття охоплює смислове поле індивідуального сприймання, розуміння, прийняття й оптимізації (трансформації) особистістю світу, життя (буття загалом) та себе, яке (поле) водночас є й особистісним (а також суспільним, культурним) резервом (диспозицією, можливістю), і інтенціональною спроможністю та іманентною здатністю тут і зараз опредмечуватися, екстеріоризуватися, індивідуалізуватися, втілюватися в природному та культурному бутті людства.
Педагогічний феномен суб'єктності особистості полягає у визнанні та реалізації учнем себе як життєвої (цивілізаційної) цінності (виховний ідеал уже в мені), автора своєї особистості та свого життя (самонавчання, самовиховання і саморозвиток), агента творчого впливу на середовище (я створюю життєвий світ замість адаптаційної самодеформації).
Дефінітивними критеріями, або атрибутами суб'єктності (маркерами) є базові ознаки особистості — самостійність, ініціативність, креативність, свобода та відповідальність. Суб'єктність розвивається не тільки внаслідок створення відповідних умов для прояву (особистісно орієнтований освітній простір; прогресивні погляди на учня як суб'єкта навчання, виховання й розвитку та їх реалізація; демократичні освітні перетворення тощо), але й інволюції в ставленні до учня (як об'єкт педагогічних впливів, він прагне певною мірою відповідати заявленому педагогом (суспільством) зразку, а отже, виявляє системотвірну характеристику суб'єктності — активність). Суб'єктність як ініційована активність може поставати й у визначених атрибутах, й у їхніх антиподах.